# Нобухиса Ямада
Нобухиса Ямада (на японски: 山田 暢久) е японски футболист.

## Национален отбор
Записал е и 15 мача за националния отбор на Япония.
| Япония | Япония | Япония |
| Година | Мачове | Голове |
| ------ | ------ | ------ |
| 2002   | 1      | 0      |
| 2003   | 11     | 0      |
| 2004   | 3      | 1      |
| Общо   | 15     | 1      |